# 구림공업고등학교
구림공업고등학교(鳩林工業高等學校)는 대한민국 전라남도 영암군 군서면 동구림리에 있는 공립 고등학교이다.

## 학교 연혁
- 1967년 10월 7일 : 구림실업고등학교 개교
- 1972년 8월 30일 : 구림종합고등학교로 학칙 변경
- 1973년 9월 27일 : 구림고등학교로 학칙 변경
- 1990년 9월 15일 : 구림공업고등학교로 학칙 변경 인가
- 2015년 6월 29일 : 전국 최초 한옥건축과 신설 및 모집단위 변경
- 2016년 1월 1일 : 산학일체형 도제학교 운영
- 2018년 11월 1일 : 구림공고학교협동조합 설립/운영
- 2019년 7월 1일 : 창업체험교육 중점학교 운영
- 2023년 3월 1일 : 제20대 서병태 교장 부임
- 2025년 1월 13일 : 제55회 43명 졸업(총 6,518명)
- 2025년 3월 4일 : 2025학년도 신입생 40명(해외 인재 학생 28명) 입학

## 설치 학과
- 전기전자과
- 기계과
- 한옥건축과

## 참고 자료
- 구림공업고등학교 - 한국교육학술정보원 학교알리미